# منصة ربعية

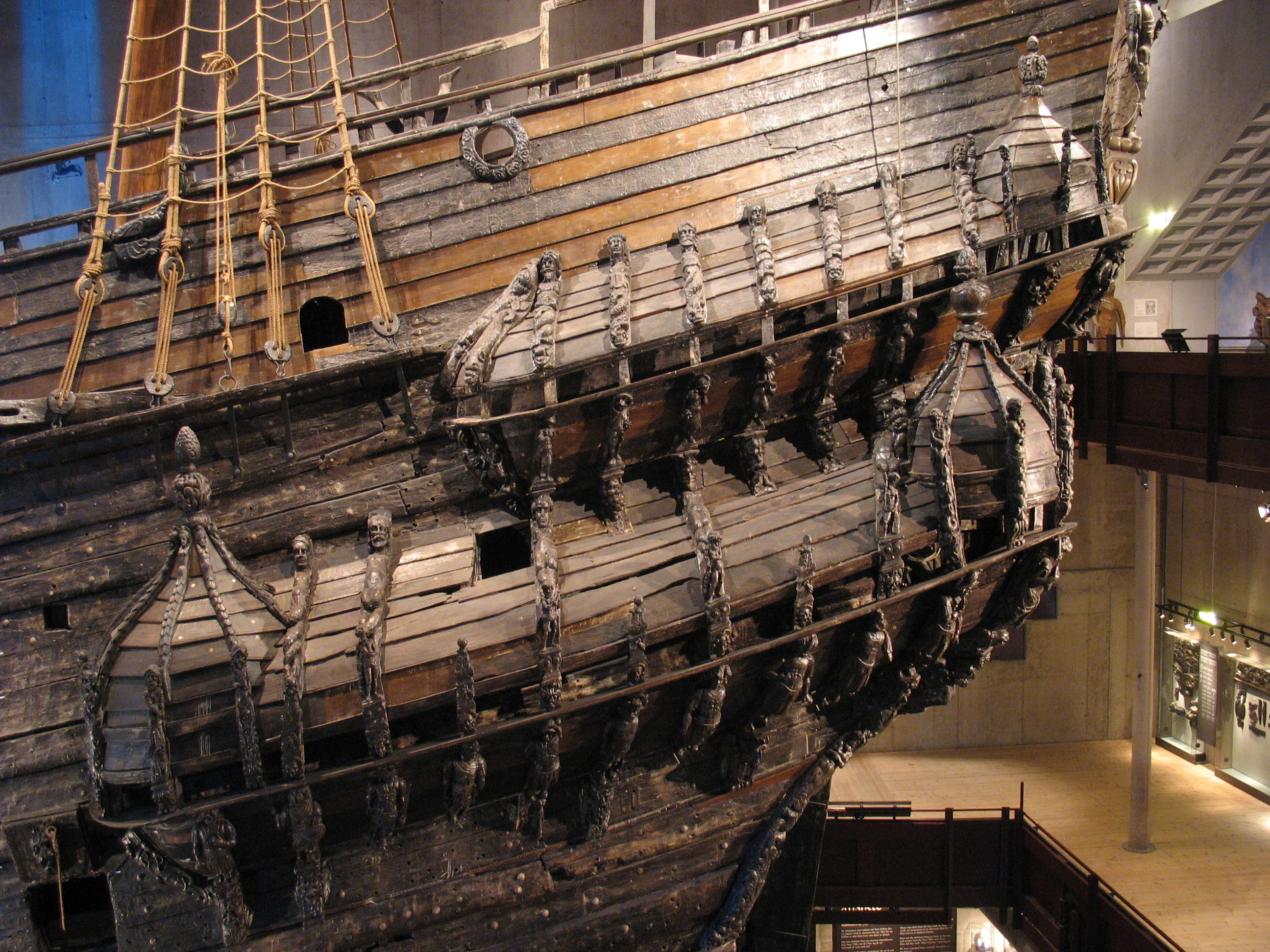
منصات ربعية في سفينة حربية، سفينة فاسا، من القرن السابع عشر.

المنصة الربعية هو نوع من المنصات كانت تظهر في مؤخرات السفن الشراعية بين القرنين 16 إلى 19. المنصات الربعية هي نوع من الشرفات، والتي كانت عادةً على جوانب مؤخرة السفينة، وهي جزء مرتفع من السفينة يشبه البرج. كانت تلك المنصات تستخدم بكونها مراحيض لطاقم السفينة، كما كانت تستخدم في الطقس العاصف منصةً لرؤية أشرعة السفينة الأمامية دون الحاجة إلى الخروج إلى سطح السفينة. في بعض السفن وتحت ظروف معينة، كانت تلك المنصات بمثابة منصة إطلاق نار لمشاة السفينة. كما وفرت المنصات هيكلًا مثاليًا للزينة والتي غالبًا ما كانت تتجسد بمنحوتات خشبية، خاصةً في القرن السابع عشر. ويذكر أن المنصات الربعية لم تستخدم إلا على السفن الحربية.